# 日本貨物航空
日本貨物航空（日语：／ Nippon Kamotsu KōKuu */?，簡稱NCA）是日本一家專營國際航線的貨運航空公司，為全日空集團旗下公司。

## 歷史
日本貨物航空在1978年9月27日開始營運，現時網絡已覆蓋全球三大洲不少主要城市。
最初，日本貨物航空是日本郵船和全日空聯合營運，所以日本貨物航空的飛機塗裝，和全日空十分相似。到了2005年7月，全日空把手上的日本貨物航空股份售予日本郵船。同時，日本貨物航空的塗裝也開始統一起來。
2010年起，因日本航空的波音747-400型飛機陸續退役，日本航空自衛隊所操作的兩架日本國政府專用機改由擁有同型機的日本貨物航空負責保養與維修工作。但日本貨物航空計劃於2019年將旗下的747-400完全退役，日本政府已於2014年選擇採購波音777-300ER取代，在2019年度啟用新機，改由全日空負責保養與維修。
2023年3月7日，日本貨物航空的母公司日本郵船宣佈與全日空達成協議，將持股全數賣給ANA控股。經歷超過2年數個國家的反壟斷審查，最終於中國政府在2025年7月批准後，ANA控股於2025年8月1日正式完成收購。自此，日本貨物航空再度成為全日空集團的成員公司。

## 機隊資料
截至2019年8月
| 機型       | 數量 | 已訂購 | 備註 |
| ---------- | ---- | ------ | ---- |
| 波音747-8F | 8    | —      |      |
| 總數       | 8    | —      |      |

在導入747-8貨機之前，日本貨物航空以波音747-400F為主力機隊，曾擁有8架。2005年6月引進第一架，2018年10月31日，最後一架747-400F退役，747-400F全數退役。
該公司也操作過波音747-200F（純貨機）和全日空客機改裝為貨機的747-200SF、747-100SRF。2008年3月28日，最後一架747-200F（編號：JA8181）退役。

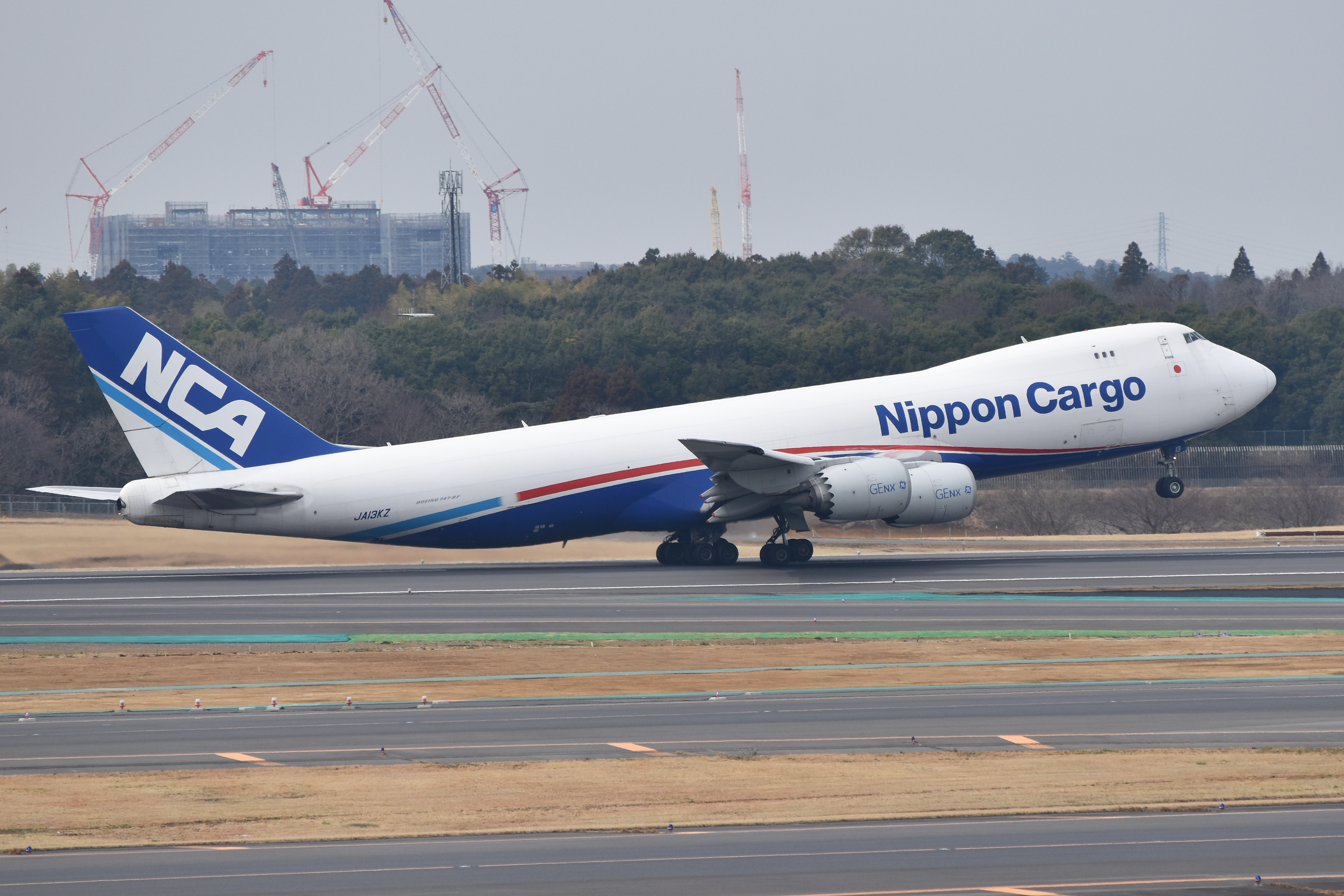
波音747-8F
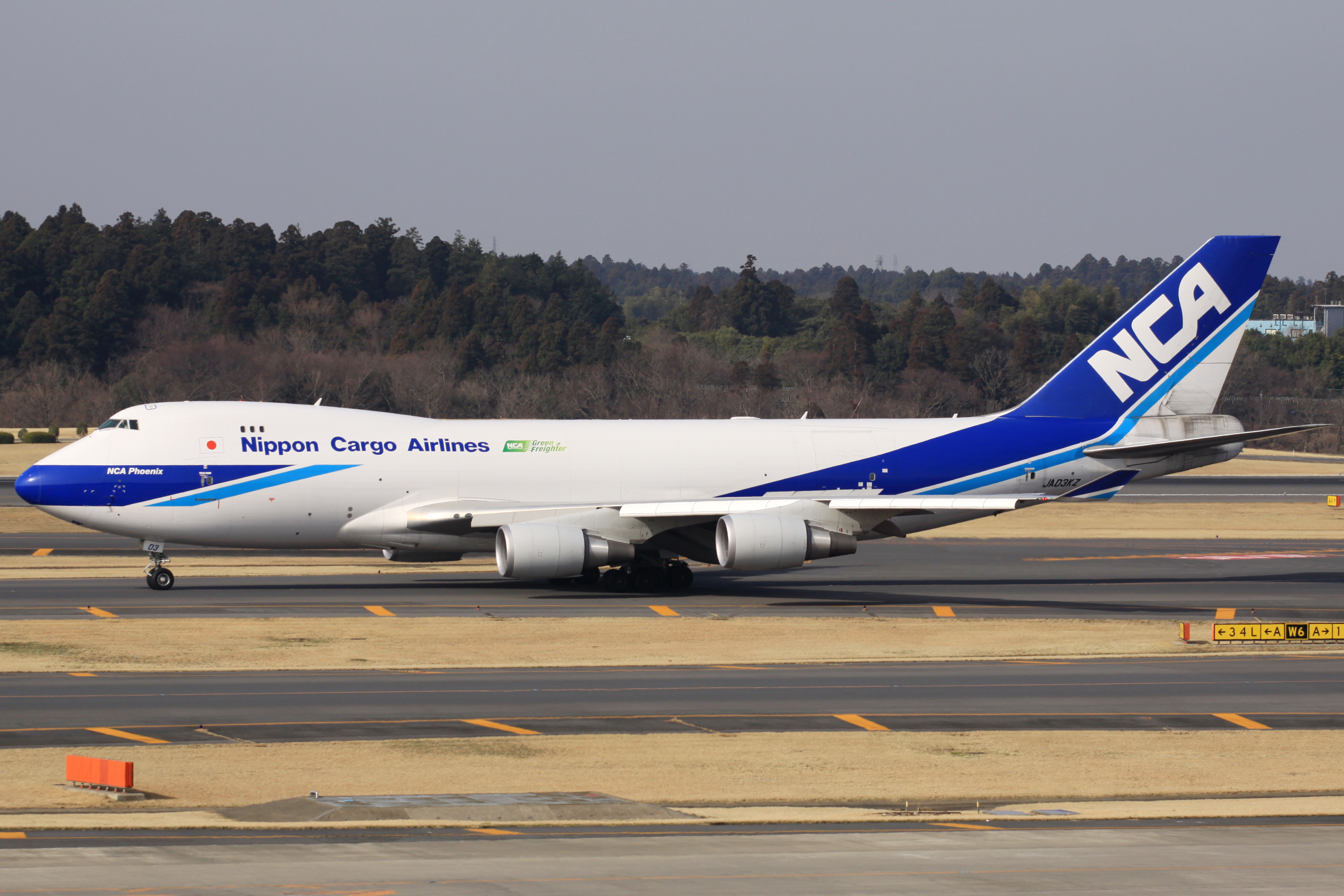
波音747-400F ★
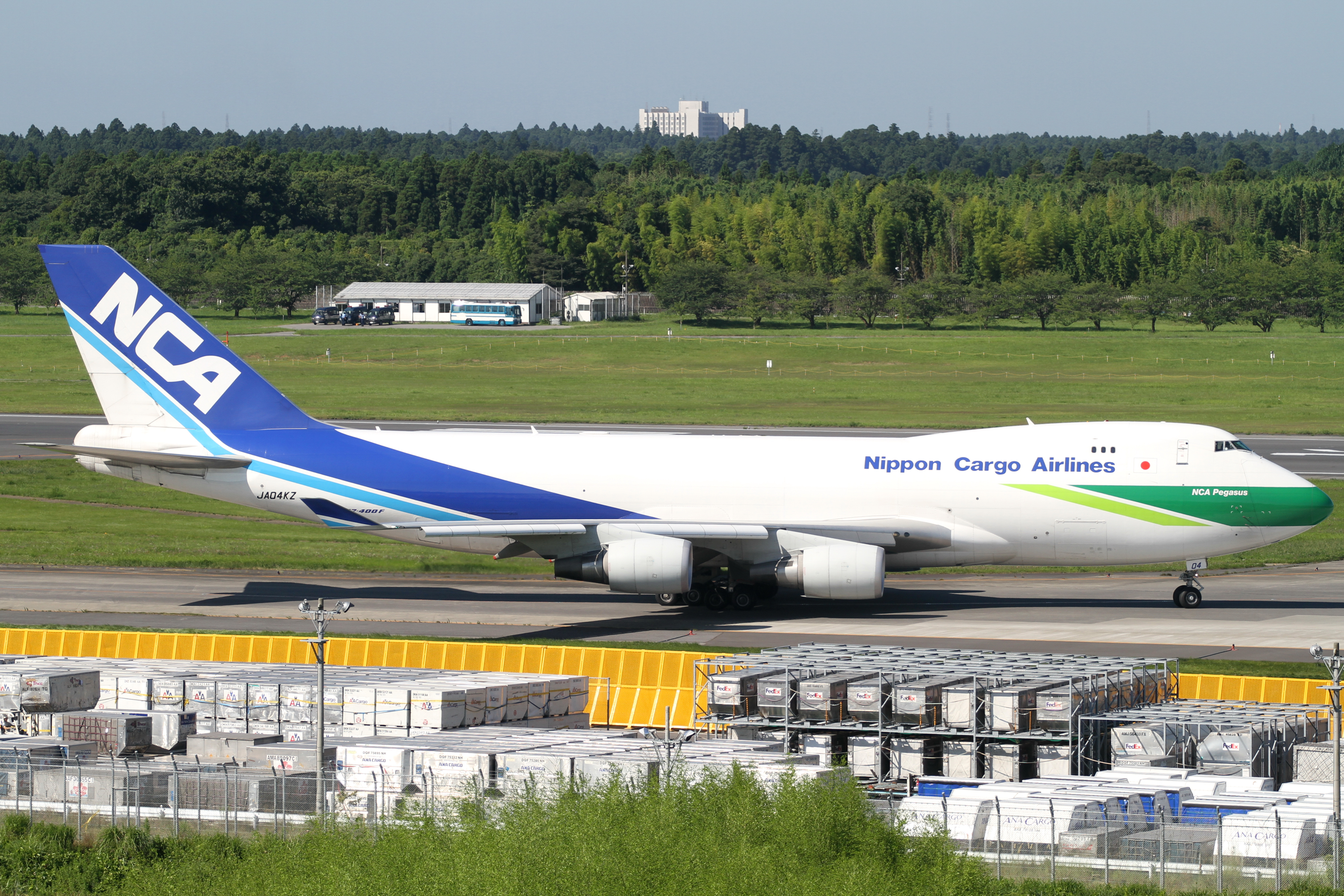
波音747-400F（特別塗裝機）★
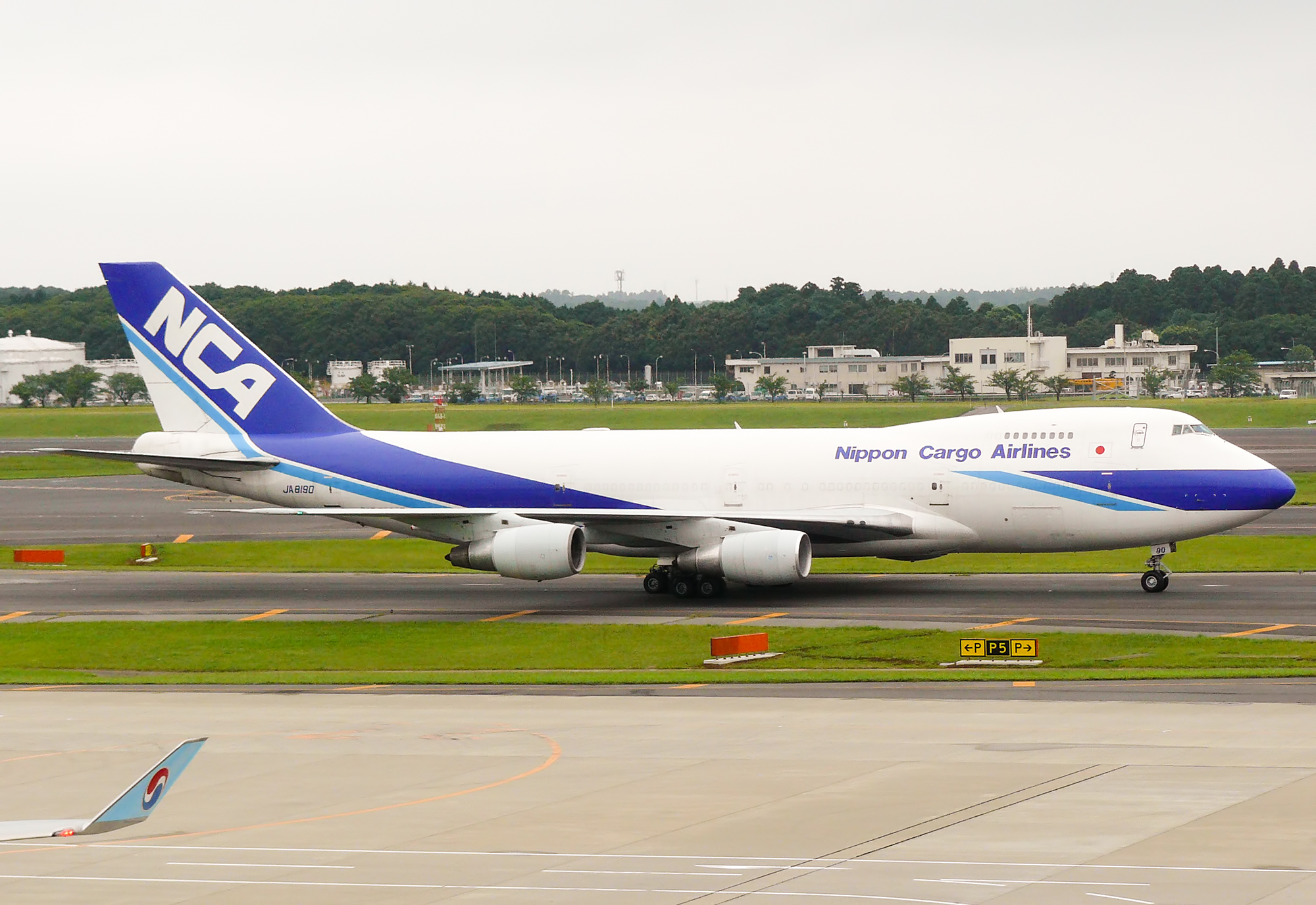
波音747-200F ★
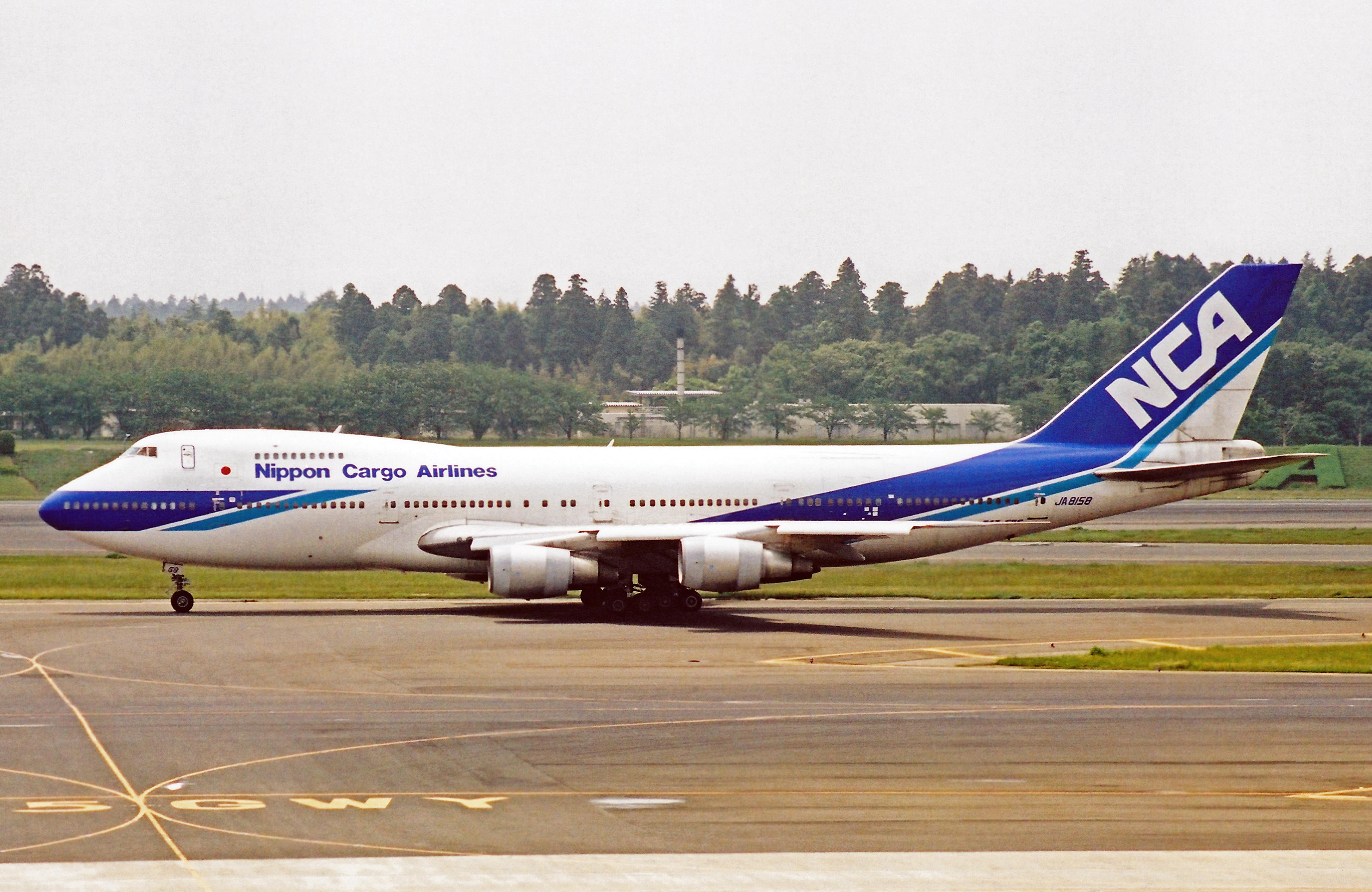
波音747-100SRF ★

標示★為已退役。

## 目的地
日本貨物航空定期營運由日本往亞洲其他地方的路線，或經安克拉治往歐美地方。

### 亞洲
- 泰國 - 曼谷素万那普機場
- 日本 - 名古屋中部國際機場
- 日本 - 大阪關西國際機場
- - 首爾仁川國際機場
- 中国大陆 - 上海浦東國際機場
- 臺灣 - 台北桃園國際機場
- 香港 - 香港國際機場
- 新加坡 - 新加坡樟宜機場
- 日本 - 東京成田國際機場

### 歐洲
- 荷蘭 - 阿姆斯特丹史基浦機場
- 義大利 - 米蘭－馬爾彭薩機場

### 北美洲
- 美国 - 安克拉治泰德·史蒂文斯國際機場
- 美国 - 芝加哥奧黑爾國際機場
- 美国 - 達拉斯達拉斯/沃斯堡國際機場
- 美国 - 洛杉磯國際機場
- 美国 - 紐約甘迺迪國際機場
- 美国 - 三藩市國際機場

## 外部連結
- NCA - 日本貨物航空（页面存档备份，存于） （日語）（英文）
- 機隊資料 （页面存档备份，存于）（英文）